# (566) Estereoscopía
(566) Estereoscopía es un asteroide perteneciente al cinturón exterior de asteroides descubierto el 28 de mayo de 1905 por Paul Götz desde el observatorio de Heidelberg-Königstuhl, Alemania.
Está nombrado por la estereoscopía, técnica por la cual se crea sensación de profundidad.